# Nikita Krylov
Nikita Andrijovitj Krylov (ukrainska: Микита Андрійович Крилов, ryska: Никита Андреевич Крылов), född 7 mars 1992 i Donetsk, är en rysk MMA-utövare som tävlar i organisationen Ultimate Fighting Championship.